# Кох, Борис Геннадьевич
Борис Геннадьевич Кох (7 января 1942, Куйбышев, СССР — 27 апреля 2024) — советский футболист, нападающий, полузащитник, мастер спорта.

## Карьера
Начал играть в 1953 году в юношеской команде стадиона «Динамо» (первый тренер — Михаил Сенин). Там познакомился с Хусаиновым, Владимиром Бредневым, вратарем Евгением Романовым. Выступал одновременно за команды 1-го завода и «Буревестник». В 1959 в составе городской сборной школьников выиграл чемпионат РСФСР и вместе с Геннадием Агуреевым был приглашен в сборную школьников для участия в чемпионате СССР.
С 1959 года — в команде «Крылья Советов». Внимание главного тренера Виктора Карпова на молодого Коха обратил Николай Зайцев, он же и работал с ним после перехода в «Крылья», когда Коха оформили в команду мастеров на одну ставку с другим новобранцем Евгением Гецко пришедшем с 18-го завода.
В 1964 году сыграл за молодёжную сборную СССР, в 1965 — за вторую сборную против резервистов ФРГ. После матча в Кёльне Коху предложили выступать за местную команду, но он, опасаясь за судьбу семьи, отказался.
В конце 1965 года Кох был вынужден перейти в московское «Динамо» для прохождения военной службы. Так как на правом фланге нападения играл Игорь Численко, Кох большую часть сезона провёл в дубле. Несмотря на полученные в Москве квартиру и лейтенантское звание, по окончании сезона самовольно вернулся в Куйбышев, однако в начале 1967 года вернулся в «Динамо» из-за угрозы получить тюремный срок от трёх до семи лет за дезертирство. По ходу сезона перешёл на правах аренды в «Локомотив» и в первом же матче забил два гола в ворота «Динамо». В конце 1969 года, после вылета «Локомотива» из первой группы «А», перешёл в ленинградский «Зенит». Успешно выступал в команде до 1973 года, но после прихода на пост главного тренера Германа Зонина перестал попадать в состав и под конец сезона ушёл из команды в тюменский «Нефтяник», где в 1974—1976 годах работал главным тренером. Впоследствии работал снабженцем.
В чемпионатах СССР провёл 282 матча, забил 53 гола. Финалист Кубка СССР-1964. В списке 33 лучших футболистов сезона — № 3 (1967).
По состоянию на 2004 год был заместителем директора коммерческой компании.
Умер 27 апреля 2024 года в возрасте 82 лет.